# Erateina cornelia
Erateina cornelia är en fjärilsart som beskrevs av Druce 1893. Erateina cornelia ingår i släktet Erateina och familjen mätare. Inga underarter finns listade i Catalogue of Life.